# Bob Clark
Bob Clark, pseudonimo di Benjamin Clark (New Orleans, 5 agosto 1939 – Los Angeles, 4 aprile 2007), è stato uno sceneggiatore, produttore cinematografico e regista statunitense, uno dei maggiori esponenti dei B-movie.

## Biografia
Cresciuto a Fort Lauderdale, si laureò in filosofia e giocò a football americano a livelli dilettantistici come quarterback riuscendo a strappare un contratto con i Fort Lauderdale Black Knights, squadra semiprofessionistica. Al cinema esordì sceneggiando, dirigendo ed interpretando il film horror L'assedio dei morti viventi (1972). Continuò a spaziare nel genere con pellicole come La morte dietro la porta (1974), Black Christmas (Un Natale rosso sangue) (1974), Punto di rottura (1976) e Assassinio su commissione (1979), che incontrarono alterna fortuna.
Negli anni ottanta diresse film decisamente più leggeri come Tribute - Serata d'onore (1980), con Jack Lemmon e Kim Cattrall, Nick lo scatenato (1984) con Sylvester Stallone, Turk 182 (1985) e Colpo di scena (1987). Furono comunque i tre controversi Porky's - Questi pazzi pazzi porcelloni!, Porky's II - Il giorno dopo e Porky's III - La rivincita! che ebbero il maggior successo di pubblico, soprattutto tra i giovanissimi. Negli anni novanta girò la commedia Poliziotti a due zampe ed altri film minori, preferendo concentrarsi sull'attività di autore di soggetti e sceneggiature. Negli ultimi anni di vita si fece spesso coadiuvare dal figlio Ariel, che recitò anche in un suo film.
Bob Clark morì il 4 aprile 2007 dopo un incidente stradale avvenuto a Los Angeles: la colpa del sinistro fu dell'automobilista di una fuoriserie che stava guidando ubriaco e senza patente. Nell'impatto perse la vita anche il figlio Ariel, di 22 anni.

## Filmografia

### Regia
Cinema
- The Emperor's New Clothes (1966) - cortometraggio
- She-Man (She-Man: A Story of Fixation) (1967)
- L'assedio dei morti viventi (Children Shouldn't Play with Dead Things) (1972)
- La morte dietro la porta (Dead of Night) (1974)
- Black Christmas (Un Natale rosso sangue) (Black Christmas) (1974)
- Punto di rottura (Breaking Point) (1976)
- Assassinio su commissione (Murder by Decree) (1979)
- Tribute - Serata d'onore (Tribute) (1980)
- Porky's - Questi pazzi pazzi porcelloni! (Porky's) (1981)
- Porky's II - Il giorno dopo (Porky's II - The Next Day) (1983)
- A Christmas Story - Una storia di Natale (A Christmas Story) (1983)
- Nick lo scatenato (Rhinestone) (1984)
- Turk 182 (Turk 182!) (1985)
- Colpo di scena (From the Hip) (1987)
- Poliziotti a due zampe (Loose Cannons) (1990)
- Una lunga pazza estate (It Runs in the Family) (1994)
- Un genio in pannolino (Baby Geniuses) (1999)
- Il ricordo di un aprile (I'll Remember April) (2000)
- Now & Forever (2002)
- Un genio in pannolino 2 (Superbabies: Baby Geniuses 2) (2004)
- Blonde and Blonder (2007) - non accreditato

Televisione
- Remote Control Man (1985, episodio della serie televisiva Storie incredibili (serie televisiva 1985))
- The American Clock (1993)
- Un mare di guai (Fudge-a-mania, 1995)[1][2]
- Derby (1995)
- Stolen Memories: Secrets from the Rose Garden (1996)
- Il piccolo capo indiano (1998)
- Catch a Falling Star (2000)
- Maniac Magee (2003)
- The Karate Dog (2005)

### Sceneggiatura
Cinema
- The Emperor's New Clothes (1966, cortometraggio)
- She-Man (1967)
- L'assedio dei morti viventi  (1972)
- Porky's - Questi pazzi pazzi porcelloni! (1981)
- Porky's II - Il giorno dopo (1983)
- A Christmas Story - Una storia di Natale (1983)
- Porky's III - La rivincita! (1985)
- Colpo di scena (1987)
- Poliziotti a due zampe (1990)
- Una lunga pazza estate (1994)
- Un genio in pannolino (1999)

Televisione
- A Christmas Story Live! (2017)

- The Dukes of Hazzard: Hazzard in Hollywood (2000)
- Fudge-a-mania (1995, episodio della serie televisiva Fudge)
- Repo Man (1979, episodio della serie televisiva Hazzard)

### Produzione
- L'assedio dei morti viventi (1972)
- La morte dietro la porta (1972)
- Black Christmas (Un Natale rosso sangue) (1974)
- Deranged - Il folle (1974)
- Moonrunners (1975)
- Punto di rottura (Breaking Point) (1976)
- Assassinio su commissione (1979)
- Porky's - Questi pazzi pazzi porcelloni! (1981)
- A Christmas Story - Una storia di Natale (1983)

- Porky's II - Il giorno dopo (1983)
- Colpo di scena (1987)
- Popcorn (1991)
- Black Christmas - Un Natale rosso sangue (2006)